# Thorildsplan (Stockholms tunnelbana)
Thorildsplan ist eine oberirdische Station der Stockholmer U-Bahn. Sie befindet sich im Stadtteil Kristineberg. Die Station wird von der Gröna linjen des Stockholmer U-Bahn-Systems bedient. Sie gehört zu den eher mäßigfrequentierten Stationen des U-Bahn-Netzes. An einem normalen Werktag steigen 10.600 Pendler hier zu.
Die Station wurde am 26. Oktober 1952 in Betrieb genommen, als der U-Bahn-Abschnitt Hötorget–Vällingby eingeweiht wurde. Die Bahnsteige befinden sich oberirdisch, Zugang besteht über einen Tunnel unterhalb der Drottningholmsvägen zum Thorildsplan. Die Station liegt zwischen den Stationen Fridhemsplan und Kristineberg. Bis zum Stockholmer Hauptbahnhof sind es etwa 2,5 km.
2008 nahm der schwedische Künstler Lars Arrhenius eine Neugestaltung der Station vor. Unter dem Titel „Playtime“ versah er die Wände mit Figuren und Symbolen aus klassischen Arcade-Spielen wie Pac-Man und Space Invaders.

## Reisezeit
| Linie | bis Station     | Reisezeit | bis Station                    | Reisezeit            |
| T17   | Åkeshov         | 11 min    | T-Centralen Gamla stan Slussen | 11 min 13 min 14 min |
| T17   | Skarpnäck       | 31 min    | T-Centralen Gamla stan Slussen | 11 min 13 min 14 min |
| T18   | Alvik           | 4 min     | T-Centralen Gamla stan Slussen | 11 min 13 min 14 min |
| T18   | Farsta strand   | 35 min    | T-Centralen Gamla stan Slussen | 11 min 13 min 14 min |
| T19   | Hässelby strand | 23 min    | T-Centralen Gamla stan Slussen | 11 min 13 min 14 min |
| T19   | Hagsätra        | 34 min    | T-Centralen Gamla stan Slussen | 11 min 13 min 14 min |